# Zbroja maksymiliańska

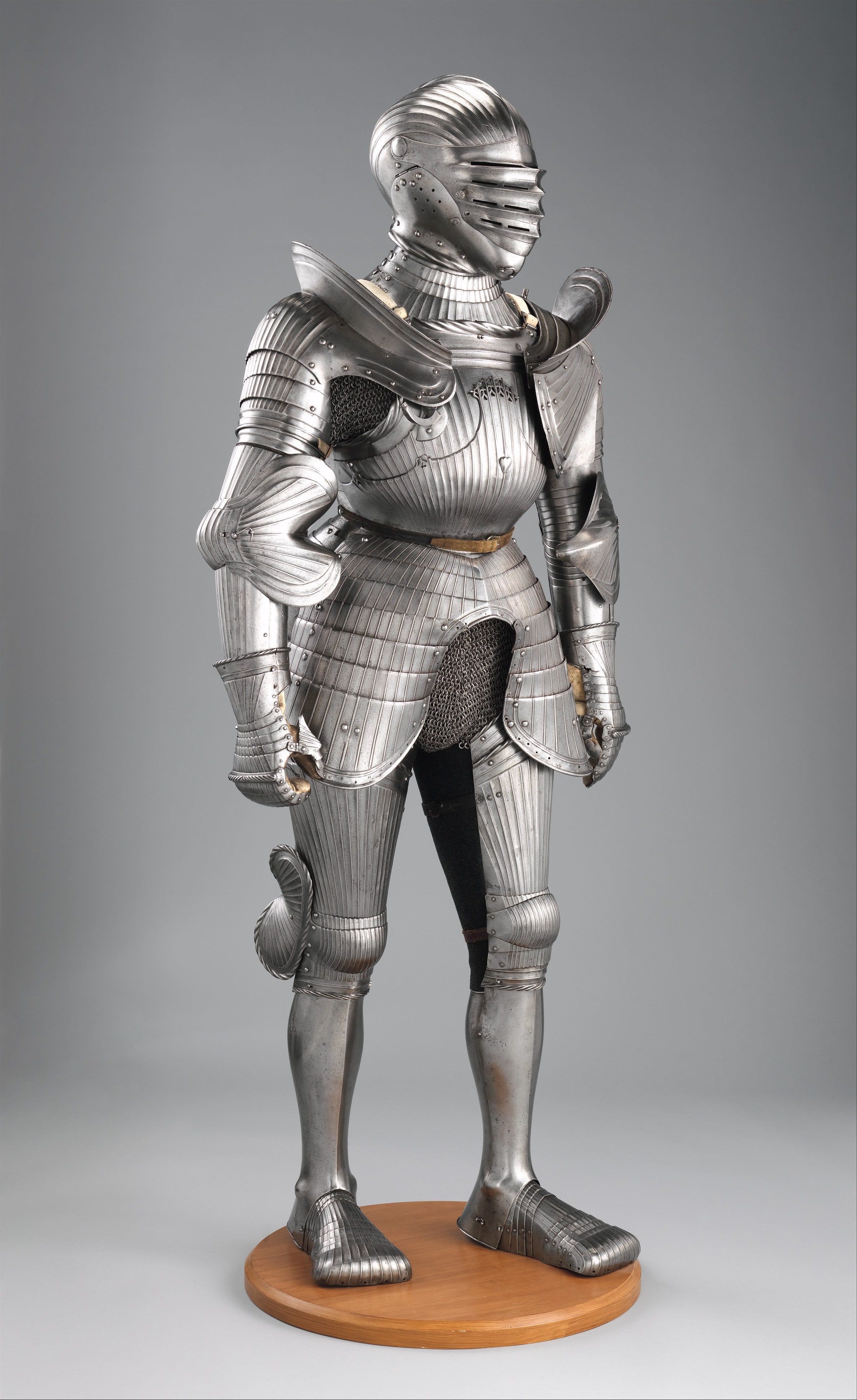
Zbroja maksymiliańska

Zbroja maksymiliańska – odmiana renesansowej zbroi płytowej, charakteryzująca się żłobkowaną powierzchnią płyt pancerza. Nazwa nawiązuje do cesarza Maksymiliana I, który jednak nie miał nic wspólnego z jej powstaniem.
Zbroja maksymiliańska złożona jest z płyt o powierzchni żłobkowanej (lub z wklęsłymi: kanelami, żeberkami), co pełniło nie tylko funkcję dekoracyjną, ale również usztywniało płyty zwiększając ich odporność. Jako hełm najczęściej stosowano przyłbicę, (zazwyczaj typu armet).
Zbroje tego typu pojawiły się pierwszy raz w północnych Włoszech pod koniec XV wieku, następnie rozpowszechniając się na północ przez Alpy, szczególną popularność zdobywając na terenach Niemiec. Dekoracyjne mosiężne obrzeżenia typowe dla zbroi włoskich, na terenach niemieckich zastępowano ozdobnie zawiniętymi krawędziami. Zbroje te były smuklejsze w formie, z silniej zaznaczonymi elementami pionowymi, nawiązującymi do popularnych w południowych Niemczech tzw. zbroi gotyckich. Zbroi maksymiliańskich używano zarówno w charakterze bojowym jak i turniejowym przez cały wiek XVI, do czasu rozpowszechnienia się broni palnej.

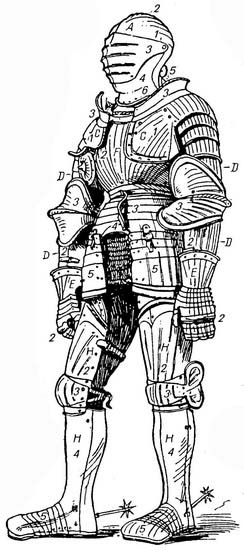
Front zbroi maksymiliańskiej
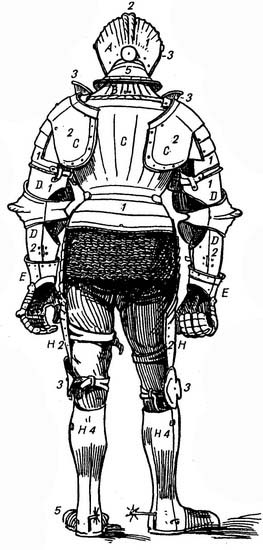
Tył zbroi maksymiliańskiej